# Upeneus oligospilus
Upeneus oligospilus è un pesce d'acqua salata appartenente alla famiglia Mullidae.

## Descrizione
Arriva fino a 17 centimetri di lunghezza.

## Distribuzione e habitat
Questa specie è diffusa nell'Oceano Indiano, in particolare nel Golfo Persico. Arriva fino a 13 metri di profondità, in gruppi anche di molti individui.